# Мистельбах-ан-дер-Цайя
Мистельбах (нем. Mistelbach), ранее Ми́стельбах-ан-дер-Ца́йя (нем. Mistelbach an der Zaya) — город , окружной центр в Австрии, в федеральной земле Нижняя Австрия. 
Входит в состав округа Мистельбах.  Население составляет 10 980 человек (на 31 декабря 2005 года). Занимает площадь 131,38 км². Официальный код  —  31633.

## Политическая ситуация
Бургомистр общины — Христиан Реш (АНП) по результатам выборов 2005 года.
Совет представителей общины (нем. Gemeinderat) состоит из 37 мест.
- АНП занимает 20 мест.
- СДПА занимает 11 мест.
- Партия LAB занимает 3 места.
- Зелёные занимают 2 места.
- АПС занимает 1 место.